# Duitsland op de Paralympische Zomerspelen 2020
Duitsland was een van de landen die deelnam aan de Paralympische Zomerspelen 2020 in Tokio, Japan.

## Medailleoverzicht
| Atletiek       | Lindy Ave             | 400 m, T38 (v)                        | Goud   |  |  |
| Atletiek       | Johannes Floors       | 400 m, T62 (m)                        | Goud   |  |  |
| Atletiek       | Markus Rehm           | Verspringen, T64 (m)                  | Goud   |  |  |
| Atletiek       | Felix Streng          | 100 m, T64 (m)                        | Goud   |  |  |
| Kanovaren      | Edina Muller          | Eenpersoons kayak, KL1 (v)            | Goud   |  |  |
| Schietsport    | Natascha Hiltrop      | 10 m luchtgeweer, liggend SH1 (g)     | Goud   |  |  |
| Tafeltennis    | Valentin Baus         | Enkelspel, C5 (m)                     | Goud   |  |  |
| Triatlon       | Martin Schulz         | Individueel, PTS5 (m)                 | Goud   |  |  |
| Wegwielrennen  | Jana Majunke          | Wegwedstrijd, T1-2 (v)                | Goud   |  |  |
| Wegwielrennen  | Jana Majunke          | Tijdrit, T1-2 (v)                     | Goud   |  |  |
| Wegwielrennen  | Annika Zeyen          | Tijdrit, H1-3 (v)                     | Goud   |  |  |
| Zwemmen        | Taliso Engel          | 100 m schoolslag, SB13 (m)            | Goud   |  |  |
| Zwemmen        | Elena Krazkow         | 100 m schoolslag, SB13 (v)            | Goud   |  |  |
|                |                       |                                       |        |  |  |
| Atletiek       | Irmgard Bensusan      | 100 m, T64 (v)                        | Zilver |  |  |
| Atletiek       | Irmgard Bensusan      | 200 m, T64 (v)                        | Zilver |  |  |
| Atletiek       | Frances Hermann       | Speerwerpen, F34 (v)                  | Zilver |  |  |
| Atletiek       | Leon Schaefer         | Verspringen, T64 (m)                  | Zilver |  |  |
| Atletiek       | Felix Streng          | 200 m, T64 (m)                        | Zilver |  |  |
| Schietsport    | Natascha Hiltrop      | 50 m geweer, 3 posities SH1 (v)       | Zilver |  |  |
| Tafeltennis    | Thomas Schmidberger   | Enkelspel, C3 (m)                     | Zilver |  |  |
| Tafeltennis    | Team                  | Team, C3 (m)                          | Zilver |  |  |
| Wegwielrennen  | Angelika Dreock-Kaser | Wegwedstrijd, T1-2 (v)                | Zilver |  |  |
| Wegwielrennen  | Vico Merklein         | Tijdrit, H3 (m)                       | Zilver |  |  |
| Wegwielrennen  | Steffen Warias        | Tijdrit, C3 (m)                       | Zilver |  |  |
| Wegwielrennen  | Annika Zeyen          | Wegwedstrijd, H1-4 (v)                | Zilver |  |  |
|                |                       |                                       |        |  |  |
| Atletiek       | Lindy Ave             | 100 m, T38 (v)                        | Brons  |  |  |
| Atletiek       | Sebastian Dietz       | Kogelstoten, F36 (m)                  | Brons  |  |  |
| Atletiek       | Johannes Floors       | 100 m, T64 (m)                        | Brons  |  |  |
| Atletiek       | Niko Kappel           | Kogelstoten, F41 (m)                  | Brons  |  |  |
| Atletiek       | Ali Lacin             | 200 m, T61 (m)                        | Brons  |  |  |
| Atletiek       | Leon Schaefer         | 100 m, T63 (m)                        | Brons  |  |  |
| Baanwielrennen | Denise Schindler      | Individuele achtervolging, C1-3 (v)   | Brons  |  |  |
| Kanovaren      | Felicia Laberer       | Eenpersoons kayak, KL3 (v)            | Brons  |  |  |
| Paardensport   | Regine Mispelkamp     | Dressuur, vrije kür, graad V (g)      | Brons  |  |  |
| Tafeltennis    | Stephanie Grebe       | Enkelspel, C6 (v)                     | Brons  |  |  |
| Tafeltennis    | Team                  | Team, C6-7 (m)                        | Brons  |  |  |
| Wegwielrennen  | Kerstin Brachtendorf  | Tijdrit, C5 (v)                       | Brons  |  |  |
| Wegwielrennen  | Angelika Dreock-Kaser | Tijdrit, T1-2 (v)                     | Brons  |  |  |
| Wegwielrennen  | Matthias Schindler    | Tijdrit, C3 (m)                       | Brons  |  |  |
| Wegwielrennen  | Michael Teuber        | Tijdrit, C1 (m)                       | Brons  |  |  |
| Zwemmen        | Verena Schott         | 100 m rugslag, S6 (v)                 | Brons  |  |  |
| Zwemmen        | Verena Schott         | 100 m schoolslag, SB5 (v)             | Brons  |  |  |
| Zwemmen        | Verena Schott         | 200 m individuele wisselslag, SM6 (v) | Brons  |  |  |

## Deelnemers en resultaten
(m) = mannen, (v) = vrouwen, (g) = gemengd 

### Atletiek

#### Baanonderdelen
| Atleet                                                                           | Onderdeel                          | Series              | Series              | Halve finales       | Halve finales       | Finale              | Finale              |
| Atleet                                                                           | Onderdeel                          | Resultaat           | Rang                | Resultaat           | Rang                | Resultaat           | Rang                |
| -------------------------------------------------------------------------------- | ---------------------------------- | ------------------- | ------------------- | ------------------- | ------------------- | ------------------- | ------------------- |
| Alhassane Balde                                                                  | 800 m, T54 (m)                     | 1:41.10             | 14e                 | Niet van toepassing | Niet van toepassing | Niet gekwalificeerd | Niet gekwalificeerd |
| Alhassane Balde                                                                  | 1500 m, T54 (m)                    | 2:58.92             | 10e                 | Niet van toepassing | Niet van toepassing | Niet gekwalificeerd | Niet gekwalificeerd |
| Alhassane Balde                                                                  | 5000 m, T54 (m)                    | Niet gefinisht      | DNF                 | Niet van toepassing | Niet van toepassing | Niet gekwalificeerd | Niet gekwalificeerd |
| David Behre                                                                      | 100 m, T64 (m)                     | 0:12.10             | 15e                 | Niet van toepassing | Niet van toepassing | Niet gekwalificeerd | Niet gekwalificeerd |
| Marcel Boettger Gids: Alexander Kosenkow                                         | 100 m, T12 (m)                     | Gediskwalificeerd   | DSQ                 | Niet van toepassing | Niet van toepassing | Niet gekwalificeerd | Niet gekwalificeerd |
| Johannes Floors                                                                  | 100 m, T64 (m)                     | 0:10.79             | 2e                  | Niet van toepassing | Niet van toepassing | 0:10.79             | Brons               |
| Johannes Floors                                                                  | 400 m, T62 (m)                     | Niet van toepassing | Niet van toepassing | Niet van toepassing | Niet van toepassing | 0:45.85             | Goud                |
| Ali Lacin                                                                        | 200 m, T61 (m)                     | Niet van toepassing | Niet van toepassing | Niet van toepassing | Niet van toepassing | 0:24.64             | Brons               |
| Leon Schaefer                                                                    | 100 m, T63 (m)                     | 0:12.32             | 3e                  | Niet van toepassing | Niet van toepassing | 0:12.22             | Brons               |
| Felix Streng                                                                     | 100 m, T64 (m)                     | 0:10.72             | 1e                  | Niet van toepassing | Niet van toepassing | 0:10.76             | Goud                |
| Felix Streng                                                                     | 200 m, T64 (m)                     | 0:21.98             | 2e                  | Niet van toepassing | Niet van toepassing | 0:21.78             | Zilver              |
|                                                                                  |                                    |                     |                     |                     |                     |                     |                     |
| Lindy Ave                                                                        | 100 m, T38 (v)                     | 0:12.87             | 3e                  | Niet van toepassing | Niet van toepassing | 0:12.77             | Brons               |
| Lindy Ave                                                                        | 400 m, T38 (v)                     | 1:01.16             | 1e                  | Niet van toepassing | Niet van toepassing | 1:00.00             | Goud                |
| Irmgard Bensusan                                                                 | 100 m, T64 (v)                     | 0:13.01             | 2e                  | Niet van toepassing | Niet van toepassing | 0:12.89             | Zilver              |
| Irmgard Bensusan                                                                 | 200 m, T64 (v)                     | 0:26.41             | 1e                  | Niet van toepassing | Niet van toepassing | 0:26.58             | Zilver              |
| Janne Sophie Engeleiter                                                          | 100 m, T13 (v)                     | 0:12.42             | 9e                  | Niet van toepassing | Niet van toepassing | Niet gekwalificeerd | Niet gekwalificeerd |
| Isabelle Foerder                                                                 | 100 m, T35 (v)                     | 0:15.65             | 6e                  | Niet van toepassing | Niet van toepassing | 0:15.32             | 4e                  |
| Isabelle Foerder                                                                 | 200 m, T35 (v)                     | Niet van toepassing | Niet van toepassing | Niet van toepassing | Niet van toepassing | 0:33.05             | 7e                  |
| Merle Marie Menje                                                                | 400 m, T54 (v)                     | 0:55.24             | 5e                  | Niet van toepassing | Niet van toepassing | 0:56.69             | 8e                  |
| Merle Marie Menje                                                                | 800 m, T54 (v)                     | 1:53.06             | 7e                  | Niet van toepassing | Niet van toepassing | 1:46.43             | 4e                  |
| Merle Marie Menje                                                                | 1500 m, T54 (v)                    | 3:36.46             | 9e                  | Niet van toepassing | Niet van toepassing | 3:28.64             | 4e                  |
| Merle Marie Menje                                                                | 5000 m, T54 (v)                    | Niet van toepassing | Niet van toepassing | Niet van toepassing | Niet van toepassing | 11:16.38            | 6e                  |
| Nele Moos                                                                        | 100 m, T38 (v)                     | 0:13.58             | 10e                 | Niet van toepassing | Niet van toepassing | Niet gekwalificeerd | Niet gekwalificeerd |
| Nele Moos                                                                        | 400 m, T38 (v)                     | 1:03.07             | 9e                  | Niet van toepassing | Niet van toepassing | Niet gekwalificeerd | Niet gekwalificeerd |
| Katrin Mueller-Rottgardt Gids: Noel-Philippe Fiener                              | 100 m, T12 (v)                     | Niet gestart        | DNS                 | Niet gekwalificeerd | Niet gekwalificeerd | Niet gekwalificeerd | Niet gekwalificeerd |
| Katrin Mueller-Rottgardt Gids: Noel-Philippe Fiener                              | 400 m, T12 (v)                     | Gediskwalificeerd   | DSQ                 | Niet van toepassing | Niet van toepassing | Niet gekwalificeerd | Niet gekwalificeerd |
| Nicole Nicoleitzik                                                               | 100 m, T36 (v)                     | 0:14.87             | 6e                  | Niet van toepassing | Niet van toepassing | 0:14.95             | 6e                  |
| Nicole Nicoleitzik                                                               | 200 m, T36 (v)                     | 0:31.31             | 4e                  | Niet van toepassing | Niet van toepassing | Gediskwalificeerd   | DSQ                 |
| Maria Tietze                                                                     | 100 m, T64 (v)                     | 0:13.71             | 12e                 | Niet van toepassing | Niet van toepassing | Niet gekwalificeerd | Niet gekwalificeerd |
| Maria Tietze                                                                     | 200 m, T64 (v)                     | 0:27.77             | 7e                  | Niet van toepassing | Niet van toepassing | 0:28.22             | 7e                  |
|                                                                                  |                                    |                     |                     |                     |                     |                     |                     |
| Lindy Ave David Behre Marcel Boettger Gids: Alexander Kosenkow Merle Marie Menje | 4 x 100 m universele estafette (g) | 0:48.21             | 5e                  | Niet van toepassing | Niet van toepassing | Niet gekwalificeerd | Niet gekwalificeerd |

#### Veldonderdelen
| Paralympiër             | Onderdeel            | Resultaat | Prestatie |
| ----------------------- | -------------------- | --------- | --------- |
| Marcel Boettger         | Verspringen, T12 (m) | 10e       | 5.61      |
| Sebastian Dietz         | Kogelstoten, F36 (m) | Brons     | 14.81     |
| Yannis Fischer          | Kogelstoten, F40 (m) | 6e        | 10.16     |
| Niko Kappel             | Kogelstoten, F41 (m) | Brons     | 13.30     |
| Ali Lacin               | Verspringen, T63 (m) | 5e        | 6.70      |
| Markus Rehm             | Verspringen, T64 (m) | Goud      | 8.18      |
| Leon Schaefer           | Verspringen, T63 (m) | Zilver    | 7.12      |
| Daniel Scheil           | Kogelstoten, F33 (m) | 5e        | 9.86      |
| Matthias Uwe Schulze    | Kogelstoten, F46 (m) | 5e        | 15.60     |
|                         |                      |           |           |
| Marie Braemer-Skowronek | Kogelstoten, F34 (v) | 4e        | 7.73      |
| Frances Herrmann        | Speerwerpen, F34 (v) | Zilver    | 17.72     |
| Juliane Mogge           | Kogelstoten, F36 (v) | 4e        | 8.49      |
| Lise Petersen           | Speerwerpen, F46 (v) | 7e        | 32.46     |
| Martina Willing         | Speerwerpen, F56 (v) | 5e        | 19.78     |

### Baanwielrennen
| Atleet                                        | Onderdeel                           | Heats               | Heats               | (Bronzen) Finale    | (Bronzen) Finale    |
| Atleet                                        | Onderdeel                           | Resultaat           | Rang                | Resultaat           | Rang                |
| --------------------------------------------- | ----------------------------------- | ------------------- | ------------------- | ------------------- | ------------------- |
| Kai-Kristian Kruse Piloot: Robert Foerstemann | 1 km tijdrit, B (m)                 | Niet van toepassing | Niet van toepassing | 1:00.554            | 4e                  |
| Kai-Kristian Kruse Piloot: Robert Foerstemann | Individuele achtervolging, B (m)    | Niet gefinisht      | DNF                 | Niet gekwalificeerd | Niet gekwalificeerd |
| Pierre Senska                                 | Individuele achtervolging, C1 (m)   | 3:50.016            | 6e                  | Niet gekwalificeerd | Niet gekwalificeerd |
| Michael Teuber                                | Individuele achtervolging, C1 (m)   | 3:59.521            | 8e                  | Niet gekwalificeerd | Niet gekwalificeerd |
|                                               |                                     |                     |                     |                     |                     |
| Denise Schindler                              | Individuele achtervolging, C1-3 (v) | 3:57.625            | 3e QB               | 3:55.120            | Brons               |

### Badminton
| Paralympiër                        | Onderdeel               | Groepsfase                                     | Groepsfase                                    | Groepsfase                   | Positie | Finalefase               | Finalefase           | Finalefase           | Plaats |  |
| Paralympiër                        | Onderdeel               | Wedstrijd I                                    | Wedstrijd II                                  | Wedstrijd III                | Positie | Kwartfinale              | Halve finale         | (Troost)finale       | Plaats |  |
| Paralympiër                        | Onderdeel               | Tegenstander Uitslag                           | Tegenstander Uitslag                          | Tegenstander Uitslag         | Positie | Tegenstander Uitslag     | Tegenstander Uitslag | Tegenstander Uitslag | Plaats |  |
| ---------------------------------- | ----------------------- | ---------------------------------------------- | --------------------------------------------- | ---------------------------- | ------- | ------------------------ | -------------------- | -------------------- | ------ |  |
| Young Chin Mi                      | Enkelspel, WH1 (m)      | KOR Lee Sam Seop V met 0-2                     | JPN Osamu Nagashima V met 0-2                 | Niet van toepassing          | 3e      | Niet gekwalificeerd      | Niet gekwalificeerd  | Niet gekwalificeerd  | 7e     |  |
| Jan Niklas Pott                    | Enkelspel, SL4 (m)      | INA Hary Susanto W met 2-0                     | FRA Lucas Mazur V met 0-2                     | IND Suhas Yathiraj V met 0-2 | 3e      | Niet gekwalificeerd      | Niet gekwalificeerd  | Niet gekwalificeerd  | 5e     |  |
| Thomas Wandschneider               | Enkelspel, WH1 (m)      | KOR Lee Dong Seop V met 1-2                    | THA Jakarin Homhiual V met 1-2                | Niet van toepassing          | 3e      | Niet gekwalificeerd      | Niet gekwalificeerd  | Niet gekwalificeerd  | 7e     |  |
| Young Chin Mi/Thomas Wandschneider | Dubbelspel, WH1-WH2 (m) | JPN Daiki Kajiwara/Hiroshi Murayama V met 0-2  | CHN Jianpeng Mai/Qu Zimo V met 0-2            | Niet van toepassing          | 3e      | Niet gekwalificeerd      | Niet gekwalificeerd  | Niet gekwalificeerd  | 5e     |  |
|                                    |                         |                                                |                                               |                              |         |                          |                      |                      |        |  |
| Valeska Knoblauch                  | Enkelspel, WH1 (v)      | SUI Karin Suter Erath V met 0-2                | GER Elke Rongen W met 2-0                     | Niet van toepassing          | 2e      | CHN Zhang Jing V met 0-2 | Uitgeschakeld        | Uitgeschakeld        | 5e     |  |
| Elke Rongen                        | Enkelspel, WH1 (v)      | SUI Karin Suter Erath V met 0-2                | GER Valeska Knoblauch V met 0-2               | Niet van toepassing          | 3e      | Niet gekwalificeerd      | Niet gekwalificeerd  | Niet gekwalificeerd  | 7e     |  |
| Katrin Seibert                     | Enkelspel, SL4 (v)      | CHN Cheng Hefang V met 0-2                     | IND Parul Dalshukhbhai Parmar W met 2-1       | Niet van toepassing          | 2e      | Niet gekwalificeerd      | Niet gekwalificeerd  | Niet gekwalificeerd  | 5e     |  |
| Valeska Knoblauch/Elke Rongen      | Dubbelspel, WH1-WH2 (v) | SUI Cynthia Mathez/Karin Suter Erath V met 0-2 | CHN Liu Yutong/Yin Menglu V met 0-2           | Niet van toepassing          | 3e      | Niet gekwalificeerd      | Niet gekwalificeerd  | Niet gekwalificeerd  | 5e     |  |
|                                    |                         |                                                |                                               |                              |         |                          |                      |                      |        |  |
| Jan Niklas Pott/Katrin Seibert     | Dubbelspel, SL3-SU5 (g) | JPN Daisuke Fujihara/Akiko Sugino V met 0-2    | INA Hary Susanto/Oktila Leani Ratri V met 0-2 | Niet van toepassing          | 3e      | Niet gekwalificeerd      | Niet gekwalificeerd  | Niet gekwalificeerd  | 5e     |  |

### Basketbal
| Paralympiër | Onderdeel | Resultaat | Prestatie |
| --- | --------- | --------- | --- |
| Jens Eicke Albrecht Joseph Bestwick Andre Bienek Thomas Bohme Nico Dreimuller Matthias Guentner Jan Haller Alexandr Halouski Tobias Hell Christopher Huber Jan Sadler Philip Schorp | Mannen    | 7e        | Groep B (4e) USA-GER: 58-55 GER-GBR: 71-59 AUS-GER: 64-53 GER-ALG: 71-50 GER-IRI: 56-53 Kwartfinale ESP-GER: 71-68 Plaats 7/8 GER-CAN: 68-56                  |
| Lisa Bergenthal Annabel Breuer Laura Furst Barbara Gross Lena Knippelmeyer Katharina Lang Maya Lindholm Svenja Mayer Mareike Miller Anne Patzwald Catharina Weiss Johanna Welin     | Vrouwen   | 4e        | Groep A (1e) GER-AUS: 77-58 GBR-GER: 35-53 GER-CAN: 59-57 JPN-GER: 54-59 Kwartfinale GER-ESP: 57-33 Halve finale GER-NED: 42-52 Bronzen finale GER-USA: 51-64 |

### Boccia
| Paralympiër   | Onderdeel            | Groepsfase                     | Groepsfase                      | Groepsfase               | Groepsfase           | Positie | Finalefase           | Finalefase           | Finalefase           | Plaats |
| Paralympiër   | Onderdeel            | Wedstrijd I                    | Wedstrijd II                    | Wedstrijd III            | Wedstrijd IV         | Positie | Kwartfinale          | Halve finale         | (Troost)finale       | Plaats |
| Paralympiër   | Onderdeel            | Tegenstander Uitslag           | Tegenstander Uitslag            | Tegenstander Uitslag     | Tegenstander Uitslag | Positie | Tegenstander Uitslag | Tegenstander Uitslag | Tegenstander Uitslag | Plaats |
| ------------- | -------------------- | ------------------------------ | ------------------------------- | ------------------------ | -------------------- | ------- | -------------------- | -------------------- | -------------------- | ------ |
| Boris Nicolai | Individueel, BC4 (g) | SVK Michaela Balcova V met 1-6 | COL Leidy Chica Chica W met 7-1 | COL Duban Cely V met 3-5 | Niet van toepassing  | 3e      | Niet gekwalificeerd  | Niet gekwalificeerd  | Niet gekwalificeerd  | 13e    |

### Boogschieten
| Paralympiër      | Onderdeel                     | Kwalificatie | Kwalificatie | 1e ronde             | 2e ronde                         | 3e ronde                   | Kwartfinale                   | Halve finale         | (troost)Finale       | Rang |
| Paralympiër      | Onderdeel                     | Score        | Positie      | Tegenstander Uitslag | Tegenstander Uitslag             | Tegenstander Uitslag       | Tegenstander Uitslag          | Tegenstander Uitslag | Tegenstander Uitslag | Rang |
| ---------------- | ----------------------------- | ------------ | ------------ | -------------------- | -------------------------------- | -------------------------- | ----------------------------- | -------------------- | -------------------- | ---- |
| Maik Szarszewski | Individueel, recurve open (m) | 569          | 29e          | Niet van toepassing  | THA Hanreuchai Netsiri W met 6-2 | SLO Dejan Fabcic W met 6-0 | IND Harvinder Singh V met 2-6 | Uitgeschakeld        | Uitgeschakeld        | 5e   |

### Goalball
| Paralympiër                                                                      | Onderdeel | Resultaat | Prestatie                                                    |
| -------------------------------------------------------------------------------- | --------- | --------- | ------------------------------------------------------------ |
| Fabian Diehm Michael Feistle Oliver Horauf Felix Rogge Thomas Steiger Reno Tiede | Mannen    | 9e        | Groep A GER-TUR: 6-4 UKR-GER: 11-5 GER-BEL: 2-0 CHN-GER: 8-3 |

### Judo
| Paralympiër      | Onderdeel   | Resultaat | Prestatie |
| ---------------- | ----------- | --------- | --- |
| Nikolai Kornhass | -73 kg (m)  | 7e        | Kwartfinale: V van KAZ Temirzhan Daulet Herkansingen, finale: V van UKR Rufat Mahomedov                                              |
| Oliver Upmann    | -100 kg (m) | 5e        | Kwartfinale: W van JPN Yoshikazu Matsumoto Halve finale: V van GBR Christopher Skelley Bronzen finale: V van RPC Anatolii Shevchenko |
|                  |             |           | |
| Carmen Brussig   | -48 kg (v)  | 9e        | 1/8e finale: V van RPC Viktoriya Potapova Herkansingen, 1e ronde: V van TUR Ecem Tasin                                               |
| Ramona Brussig   | -52 kg (v)  | 5e        | Kwartfinale: W van BRA Karla Cardoso Halve finale: V van CAN Priscilla Gagne Bronzen finale: V van UKR Nataliya Nikolaychyk          |

### Kanovaren
| Atleet                  | Onderdeel                  | Heats     | Heats | Halve finale        | Halve finale        | A/B finale | A/B finale | Eindranking |
| Atleet                  | Onderdeel                  | Resultaat | Rang  | Resultaat           | Rang                | Resultaat  | Rang       | Eindranking |
| ----------------------- | -------------------------- | --------- | ----- | ------------------- | ------------------- | ---------- | ---------- | ----------- |
| Tom Kierey              | Eenpersoons kayak, KL3 (m) | 0:42.098  | 6e    | 0:41.647            | 5e QA               | 0:42.155   | 6e         | 6e          |
| Ivo Kilian              | Eenpersoons kayak, KL2 (m) | 0:50.389  | 13e   | 0:48.247            | 11e QB              | 0:49.306   | 5e         | 13e         |
|                         |                            |           |       |                     |                     |            |            |             |
| Anja Adler              | Eenpersoons kayak, KL2 (v) | 0:55.693  | 4e    | 0:54.338            | 2e QA               | 0:54.155   | 4e         | 4e          |
| Katharina Bauernschmidt | Eenpersoons Va'a, VL2 (v)  | 1:05.324  | 5e    | 1:02.601            | 3e QA               | 1:04.023   | 6e         | 6e          |
| Felicia Laberer         | Eenpersoons kayak, KL3 (v) | 0:53.022  | 5e    | 0:51.049            | 1e QA               | 0:51.868   | 3e         | Brons       |
| Edina Muller            | Eenpersoons kayak, KL1 (v) | 0:56.391  | 1e QA | Niet van toepassing | Niet van toepassing | 0:53.958   | 1e         | Goud        |

### Paardensport
| Paralympiër                                       | Onderdeel                               | Resultaat | Prestatie |
| ------------------------------------------------- | --------------------------------------- | --------- | --------- |
| Saskia Deutz                                      | Dressuur, verplichte kür, graad IV (g)  | 6e        | 70.975%   |
| Saskia Deutz                                      | Dressuur, vrije kür, graad IV (g)       | 6e        | 73.485%   |
| Heidemarie Dresing                                | Dressuur, verplichte kür, graad II (g)  | 4e        | 72.294%   |
| Heidemarie Dresing                                | Dressuur, vrije kür, graad II (g)       | 4e        | 74.867%   |
| Regine Mispelkamp                                 | Dressuur, verplichte kür, graad V (g)   | 4e        | 73.191%   |
| Regine Mispelkamp                                 | Dressuur, vrije kür, graad V (g)        | Brons     | 76.820%   |
| Steffen Zeibig                                    | Dressuur, verplichte kür, graad III (g) | 13e       | 69.323%   |
| Saskia Deutz Heidemarie Dresing Regine Mispelkamp | Dressuur, team, graad I-V (g)           | 7e        | 215.036%  |

### Roeien
| Atleet               | Onderdeel                     | Heats     | Heats | Herkansingen | Herkansingen | A/B finale | A/B finale | Eindranking |
| Atleet               | Onderdeel                     | Resultaat | Rang  | Resultaat    | Rang         | Resultaat  | Rang       | Eindranking |
| -------------------- | ----------------------------- | --------- | ----- | ------------ | ------------ | ---------- | ---------- | ----------- |
| Marcus Klemp         | Eenpersoons scull, PR1M1x (m) | 11:10.97  | 8e    | 9:40.05      | 5e QB        | 10:32.27   | 2e         | 8e          |
|                      |                               |           |       |              |              |            |            |             |
| Sylvia Pille-Steppat | Eenpersoons scull, PR1W1x (v) | 11:53.54  | 4e    | 10:49.78     | 2e QA        | 12:02.47   | 5e         | 5e          |

### Schermen
| Paralympiër     | Onderdeel                           | Resultaat | Prestatie |
| --------------- | ----------------------------------- | --------- | --- |
| Maurice Schmidt | Degen individueel, categorie A (m)  | 9e        | Groep B V van IRQ Zainulabdeen Al-Madhkhoori met 2-5 V van CHN Tian Jianquan met 1-5 W van TUR Hakan Akkaya met 5-3 V van RPC Maxim Shaburov met 3-5 V van ITA Emanuele Lambertini met 2-5 W van CAN Ryan Roussell met 5-2 1/8e finale: V van IRQ Zainulabdeen Al-Madhkhoori met 13-15 |
| Maurice Schmidt | Sabel individueel, categorie A (m)  | 9e        | Groep B W van CAN Ryan Roussell met 5-3 W van CHN Li Hao met 5-2 V van ITA Edoardo Giordan met 3-5 V van UKR Andrii Demchuk met 3-5 1/8e finale: V van UKR Andrii Demchuk met 14-15 |
|                 |                                     |           | |
| Sylvi Tauber    | Floret individueel, categorie B (v) | 11e       | Groep B V van CHN Zhou Jingjing met 1-5 V van JPN Anri Sakurai met 4-5 V van HUN Boglarka Mezo met 2-5 V van RPC Irina Mishurova met 4-5 W van USA Ellen Geddes met 5-3 V van BLR Alesia Makrytskaya met 2-5                                                                           |
| Sylvi Tauber    | Sabel individueel, categorie B (v)  | 5e        | Groep A W van USA Terry Hayes met 5-1 V van ITA Rossana Pasquino met 4-5 V van GEO Irma Khetsuriani met 2-5 V van THA Saysunee Jana met 4-5 V van CHN Xiao Rong met 4-5 1/8e finale: W van RPC Irina Mishurova met 15-14 Kwartfinale: V van UKR Olena Fedota met 9-15                  |

### Schietsport
| Paralympiër              | Onderdeel                         | Resultaat | Resultaat | Prestatie           | Prestatie           |
| Paralympiër              | Onderdeel                         | Score     | Rang      | Score               | Rang                |
| ------------------------ | --------------------------------- | --------- | --------- | ------------------- | ------------------- |
| Bernhard Fendt           | 10 m luchtgeweer, liggend SH1 (g) | 631.1     | 17e       | Niet gekwalificeerd | Niet gekwalificeerd |
| Bernhard Fendt           | 50 m geweer, liggend SH1 (g)      | 616.0     | 12e       | Niet gekwalificeerd | Niet gekwalificeerd |
| Tim Focken               | 50 m geweer, liggend SH2 (g)      | 619.0     | 14e       | Niet gekwalificeerd | Niet gekwalificeerd |
| Tobias Meyer             | 10 m luchtpistool, SH1 (m)        | 556.0     | 15e       | Niet gekwalificeerd | Niet gekwalificeerd |
| Tobias Meyer             | 50 m pistool, SH1 (g)             | 529.0     | 10e       | Niet gekwalificeerd | Niet gekwalificeerd |
| Moritz Alexander Moebius | 10 m luchtgeweer, liggend SH2 (g) | 629.9     | 27e       | Niet gekwalificeerd | Niet gekwalificeerd |
| Moritz Alexander Moebius | 50 m geweer, liggend SH2 (g)      | 620.5     | 11e       | Niet gekwalificeerd | Niet gekwalificeerd |
|                          |                                   |           |           |                     |                     |
| Natascha Hiltrop         | 10 m luchtgeweer, staand SH1 (v)  | 616.5     | 11e       | Niet gekwalificeerd | Niet gekwalificeerd |
| Natascha Hiltrop         | 50 m geweer, 3 posities SH1 (v)   | 1157.0    | 6e        | 457.1               | Zilver              |
| Natascha Hiltrop         | 10 m luchtgeweer, liggend SH1 (g) | 635.4     | 2e        | 253.1               | Goud                |
| Natascha Hiltrop         | 50 m geweer, liggend SH1 (g)      | 627.7     | 1e        | 184.6               | 5e                  |
| Elke Seeliger            | 50 m geweer, 3 posities SH1 (v)   | 1145.0    | 10e       | Niet gekwalificeerd | Niet gekwalificeerd |
| Elke Seeliger            | 50 m geweer, liggend SH1 (g)      | 603.1     | 45e       | Niet gekwalificeerd | Niet gekwalificeerd |

### Tafeltennis
| Paralympiër                        | Onderdeel         | Groepsfase                       | Groepsfase                      | Groepsfase           | Positie             | Finalefase                       | Finalefase                        | Finalefase                       | Finalefase                 | Plaats |
| Paralympiër                        | Onderdeel         | Wedstrijd I                      | Wedstrijd II                    | Wedstrijd III        | Positie             | 1/8e finale                      | Kwartfinale                       | Halve finale                     | Finale                     | Plaats |
| Paralympiër                        | Onderdeel         | Tegenstander Uitslag             | Tegenstander Uitslag            | Tegenstander Uitslag | Positie             | Tegenstander Uitslag             | Tegenstander Uitslag              | Tegenstander Uitslag             | Tegenstander Uitslag       | Plaats |
| ---------------------------------- | ----------------- | -------------------------------- | ------------------------------- | -------------------- | ------------------- | -------------------------------- | --------------------------------- | -------------------------------- | -------------------------- | ------ |
| Valentin Baus                      | Enkelspel, C5 (m) | EGY Ayman Kamal Zenaty W met 3-0 | TUR Ali Ozturk W met 3-2        | Niet van toepassing  | 1e                  | Niet van toepassing              | FRA Nicolas Savant-Aira W met 3-0 | GBR Jack Hunter-Spivey W met 3-0 | CHN Coa Ningning W met 3-2 | Goud   |
| Thomas Bruchle                     | Enkelspel, C3 (m) | UKR Vasyl Petruniv W met 3-0     | NGR Ahmed Koleosho W met 3-0    | Niet van toepassing  | 1e                  | USA Jenson van Emburgh V met 2-3 | Uitgeschakeld                     | Uitgeschakeld                    | Uitgeschakeld              | 9e     |
| Thomas Rau                         | Enkelspel, C6 (m) | THA Rungroj Thainiyom V met 0-3  | BIH Haris Eminovic W met 3-0    | Niet van toepassing  | 2e                  | USA Ian Seidenfeld V met 1-3     | Uitgeschakeld                     | Uitgeschakeld                    | Uitgeschakeld              | 9e     |
| Thomas Schmidberger                | Enkelspel, C3 (m) | KOR Baek Youngbok W met 3-0      | RPC Vladimir Toporkov W met 3-0 | Niet van toepassing  | 1e                  | Bye                              | CHN Zhao Ping W met 3-0           | CHN Zhai Xiang W met 3-0         | CHN Feng Panfeng V met 2-3 | Zilver |
| Bjoern Schnake                     | Enkelspel, C7 (m) | ESP Jordi Morales V met 1-3      | COL Jose Vargas W met 3-2       | Niet van toepassing  | 2e                  | BRA Paulo Salmin W met 3-0       | GBR William Bayley V met 0-3      | Uitgeschakeld                    | Uitgeschakeld              | 5e     |
| Thomas Bruchle Thomas Schmidberger | Team, C3 (m)      | Niet van toepassing              | Niet van toepassing             | Niet van toepassing  | Niet van toepassing | Niet van toepassing              | Bye                               | CZE W met 2-0                    | CHN V met 1-2              | Zilver |
| Thomas Rau Bjoern Schnake          | Team, C6-7 (m)    | Niet van toepassing              | Niet van toepassing             | Niet van toepassing  | Niet van toepassing | Bye                              | THA W met 2-1                     | CHN V met 0-2                    | Uitgeschakeld              | Brons  |
|                                    |                   |                                  |                                 |                      |                     |                                  |                                   |                                  |                            |        |
| Stephanie Grebe                    | Enkelspel, C6 (v) | KOR Moon Sung Keum W met 3-0     | RPC Raisa Chebanika W met 3-1   | Niet van toepassing  | 1e                  | Niet van toepassing              | Bye                               | RPC Maliak Alieva V met 0-3      | Uitgeschakeld              | Brons  |
| Sandra Mikolaschek                 | Enkelspel, C4 (v) | SRB Nada Matic W met 3-0         | AUS Daniela di Toro W met 3-0   | Niet van toepassing  | 1e                  | Bye                              | CHN Zhang Miao V met 1-3          | Uitgeschakeld                    | Uitgeschakeld              | 5e     |
| Juliane Wolf                       | Enkelspel, C8 (v) | CHN Mao Jingdian V met 0-3       | JPN Yuri Tomono V met 2-3       | Niet van toepassing  | 3e                  | Niet gekwalificeerd              | Niet gekwalificeerd               | Niet gekwalificeerd              | Niet gekwalificeerd        | 7e     |
| Stephanie Grebe Juliane Wolf       | Team, C6-8 (v)    | Niet van toepassing              | Niet van toepassing             | Niet van toepassing  | Niet van toepassing | Niet van toepassing              | CHN V met 0-2                     | Uitgeschakeld                    | Uitgeschakeld              | 5e     |

### Tennis
| Paralympiër      | Onderdeel               | 1e ronde             | 2e ronde                                | 3e ronde             | Kwartfinale          | Halve finale         | (troost)Finale       | Rang |
| Paralympiër      | Onderdeel               | Tegenstander Uitslag | Tegenstander Uitslag                    | Tegenstander Uitslag | Tegenstander Uitslag | Tegenstander Uitslag | Tegenstander Uitslag | Rang |
| ---------------- | ----------------------- | -------------------- | --------------------------------------- | -------------------- | -------------------- | -------------------- | -------------------- | ---- |
| Katharina Kruger | Rolstoel, enkelspel (v) | Niet van toepassing  | NED Aniek van Koot V met 0-2 (3-6, 1-6) | Uitgeschakeld        | Uitgeschakeld        | Uitgeschakeld        | Uitgeschakeld        | 17e  |

### Triatlon
| Paralympiër   | Onderdeel             | Resultaat | Prestatie |
| ------------- | --------------------- | --------- | --------- |
| Martin Schulz | Individueel, PTS5 (m) | Goud      | 0:58:10   |

### Volleybal
| Paralympiër | Onderdeel | Resultaat | Prestatie                                                                   |
| --- | --------- | --------- | --------------------------------------------------------------------------- |
| Dominik Albrecht Stefan Hahnlein Torben Schiewe Alexander Schiffler Lukas Schiwy Jurgen Schrapp Florian Singer Mathis Tigler Francis Tonleu Martin Vogel Tom Wannemacher Heiko Weisenthal | Mannen    | 6e        | Groep B (3e) IRI-GER: 3-0 GER-CHN: 1-3 BRA-GER: 1-3 Plaats 5/6 EGY-GER: 3-2 |

### Wegwielrennen
| Paralympiër                             | Onderdeel                | Resultaat | Prestatie      |
| --------------------------------------- | ------------------------ | --------- | -------------- |
| Bernd Jeffre                            | Wegwedstrijd, H4 (m)     | DNF       | Niet gefinisht |
| Bernd Jeffre                            | Tijdrit, H4 (m)          | 8e        | 43:53.61       |
| Vico Merklein                           | Wegwedstrijd, H3 (m)     | DNF       | Niet gefinisht |
| Vico Merklein                           | Tijdrit, H3 (m)          | Zilver    | 43:41.06       |
| Matthias Schindler                      | Wegwedstrijd, C1-3 (m)   | 13e       | 2:17:02        |
| Matthias Schindler                      | Tijdrit, C3 (m)          | Brons     | 36:17.95       |
| Pierre Senska                           | Wegwedstrijd, C1-3 (m)   | 29e       | 2:29:26        |
| Pierre Senska                           | Tijdrit, C1 (m)          | 4e        | 26:25.41       |
| Michael Teuber                          | Wegwedstrijd, C1-3 (m)   | 24e       | 2:26:53        |
| Michael Teuber                          | Tijdrit, C1 (m)          | Brons     | 24:58.67       |
| Steffen Warias                          | Wegwedstrijd, C1-3 (m)   | 7e        | 2:11:06        |
| Steffen Warias                          | Tijdrit, C3 (m)          | Zilver    | 35:57.41       |
|                                         |                          |           |                |
| Kerstin Brachtendorf                    | Wegwedstrijd, C4-5 (v)   | 5e        | 2:24:16        |
| Kerstin Brachtendorf                    | Tijdrit, C5 (v)          | Brons     | 38:34.49       |
| Angelika Dreock-Kaser                   | Wegwedstrijd, T1-2 (v)   | Zilver    | 1:03:40        |
| Angelika Dreock-Kaser                   | Tijdrit, T1-2 (v)        | Brons     | 36:53.88       |
| Andrea Eskau                            | Wegwedstrijd, H5 (v)     | 4e        | 2:47:25        |
| Andrea Eskau                            | Tijdrit, H4-5 (v)        | 5e        | 50:10.19       |
| Jana Majunke                            | Wegwedstrijd, T1-2 (v)   | Goud      | 1:00:58        |
| Jana Majunke                            | Tijdrit, T1-2 (v)        | Goud      | 36:06.17       |
| Denise Schindler                        | Wegwedstrijd, C1-3 (v)   | 5e        | 1:15:38        |
| Denise Schindler                        | Tijdrit, C1-3 (v)        | 9e        | 28:44.33       |
| Annika Zeyen                            | Wegwedstrijd, H1-4 (v)   | Zilver    | 0:56:21        |
| Annika Zeyen                            | Tijdrit, H1-3 (v)        | Goud      | 32:46.97       |
|                                         |                          |           |                |
| Bernd Jeffre Vico Merklein Annika Zeyen | Team estafette, H1-5 (g) | 4e        | 0:55:53        |

### Zwemmen
| Malte Braunschweig       | 50 m vrije slag, S9 (m)                | 0:26.69             | 15e                 | Niet gekwalificeerd | Niet gekwalificeerd |  |  |
| Malte Braunschweig       | 100 m rugslag, S9 (m)                  | 1:08.24             | 12e                 | Niet gekwalificeerd | Niet gekwalificeerd |  |  |
| Malte Braunschweig       | 100 m vlinderslag, S9 (m)              | 1:02.10             | 7e                  | 1:02.95             | 8e                  |  |  |
| Fabian Brune             | 100 m rugslag, S6 (m)                  | 1:24.13             | 11e                 | Niet gekwalificeerd | Niet gekwalificeerd |  |  |
| Taliso Engel             | 50 m vrije slag, S13 (m)               | 0:24.70             | 10e                 | Niet gekwalificeerd | Niet gekwalificeerd |  |  |
| Taliso Engel             | 400 m vrije slag, S13 (m)              | 4:21.09             | 5e                  | 4:20.73             | 6e                  |  |  |
| Taliso Engel             | 100 m schoolslag, SB13 (m)             | 1:03.52             | 1e                  | 1:02.97             | Goud                |  |  |
| Taliso Engel             | 200 m individuele wisselslag, SM13 (m) | 2:15.66             | 6e                  | 2:14.05             | 6e                  |  |  |
| Justin Kaps              | 100 m vrije slag, S10 (m)              | 0:57.01             | 13e                 | Niet gekwalificeerd | Niet gekwalificeerd |  |  |
| Justin Kaps              | 400 m vrije slag, S10 (m)              | 4:18.99             | 7e                  | 4:15.85             | 7e                  |  |  |
| Josia Tim Alexander Topf | 50 m vrije slag, S3 (m)                | 0:46.48             | 1e                  | 0:47.09             | 5e                  |  |  |
| Josia Tim Alexander Topf | 200 m vrije slag, S3 (m)               | 3:53.38             | 8e                  | 3:49.44             | 6e                  |  |  |
| Josia Tim Alexander Topf | 50 m rugslag, S3 (m)                   | 0:49.78             | 6e                  | 0:49.99             | 7e                  |  |  |
| Josia Tim Alexander Topf | 150 m individuele wisselslag, SM3 (m)  | 3:16.91             | 4e                  | 3:20.35             | 6e                  |  |  |
|                          |                                        |                     |                     |                     |                     |  |  |
| Gina Boettcher           | 50 m vrije slag, S4 (v)                | 0:46.33             | 9e                  | Niet gekwalificeerd | Niet gekwalificeerd |  |  |
| Gina Boettcher           | 50 m rugslag, S4 (v)                   | 0:54.40             | 6e                  | 0:53.96             | 6e                  |  |  |
| Gina Boettcher           | 50 m schoolslag, SB3 (v)               | 1:17.41             | 12e                 | Niet gekwalificeerd | Niet gekwalificeerd |  |  |
| Gina Boettcher           | 50 m vlinderslag, S5 (v)               | 0:52.78             | 11e                 | Niet gekwalificeerd | Niet gekwalificeerd |  |  |
| Gina Boettcher           | 150 m individuele wisselslag, SM4 (v)  | 3:13.51             | 10e                 | Niet gekwalificeerd | Niet gekwalificeerd |  |  |
| Marlene Endrolath        | 100 m schoolslag, SB13 (v)             | 1:21.81             | 8e                  | 1:20.79             | 8e                  |  |  |
| Marlene Endrolath        | 100 m vlinderslag, S13 (v)             | 1:15.53             | 16e                 | Niet gekwalificeerd | Niet gekwalificeerd |  |  |
| Marlene Endrolath        | 200 m individuele wisselslag, SM13 (v) | 2:38.22             | 7e                  | 2:36.55             | 7e                  |  |  |
| Elena Krazkow            | 50 m vrije slag, S13 (v)               | 0:28.61             | 12e                 | Niet gekwalificeerd | Niet gekwalificeerd |  |  |
| Elena Krazkow            | 100 m schoolslag, SB13 (v)             | 1:15.31             | 1e                  | 1:13.46             | Goud                |  |  |
| Mira Jeanne Maack        | 400 m vrije slag, S8 (v)               | Niet van toepassing | Niet van toepassing | 5:12.82             | 5e                  |  |  |
| Mira Jeanne Maack        | 100 m rugslag, S8 (v)                  | Niet van toepassing | Niet van toepassing | 1:22.77             | 5e                  |  |  |
| Mira Jeanne Maack        | 100 m schoolslag, SB7 (v)              | Gediskwalificeerd   | DSQ                 | Niet gekwalificeerd | Niet gekwalificeerd |  |  |
| Mira Jeanne Maack        | 200 m individuele wisselslag, SM8 (v)  | 3:04.65             | 5e                  | 3:04.78             | 6e                  |  |  |
| Verena Schott            | 50 m vrije slag, S6 (v)                | 0:36.59             | 12e                 | Niet gekwalificeerd | Niet gekwalificeerd |  |  |
| Verena Schott            | 100 m rugslag, S6 (v)                  | 1:23.92             | 4e                  | 1:21.16             | Brons               |  |  |
| Verena Schott            | 100 m schoolslag, SB5 (v)              | 1:46.73             | 5e                  | 1:43.61             | Brons               |  |  |
| Verena Schott            | 50 m vlinderslag, S6 (v)               | 0:38.16             | 6e                  | 0:37.03             | 4e                  |  |  |
| Verena Schott            | 200 m individuele wisselslag, SM6 (v)  | 3:04.37             | 4e                  | 2:59.09             | Brons               |  |  |

Afghanistan · 
Algerije · 
Amerikaanse Maagdeneilanden · 
Angola · 
Argentinië · 
Armenië · 
Aruba · 
Australië · 
Azerbeidzjan · 
Bahrein · 
Barbados · 
Belarus · 
België · 
Benin · 
Bermuda · 
Bosnië en Herzegovina · 
Botswana · 
Brazilië · 
Bulgarije · 
Burkina Faso · 
Burundi · 
Cambodja · 
Canada · 
Centraal-Afrikaanse Republiek · 
Chili · 
China · 
Chinees Taipei · 
Colombia · 
Congo-Brazzaville · 
Congo-Kinshasa · 
Costa Rica · 
Cuba · 
Cyprus · 
Denemarken · 
Dominicaanse Republiek · 
Duitsland · 
Ecuador · 
Egypte · 
El Salvador · 
Estland · 
Ethiopië · 
Faeröer · 
Fiji · 
Filipijnen · 
Finland · 
Frankrijk · 
Gabon · 
Gambia · 
Georgië · 
Ghana · 
Griekenland · 
Groot-Brittannië · 
Guatemala · 
Guinee · 
Guinee‑Bissau · 
Haïti · 
Honduras · 
Hongarije · 
Hongkong · 
Ierland · 
IJsland · 
India · 
Indonesië · 
Irak · 
Iran · 
Israël · 
Italië · 
Ivoorkust · 
Jamaica · 
Japan · 
Jordanië · 
Kaapverdië · 
Kameroen · 
Kazachstan · 
Kenia · 
Kirgizië · 
Koeweit · 
Kroatië · 
Laos · 
Lesotho · 
Letland · 
Libanon · 
Liberia · 
Libië · 
Litouwen · 
Luxemburg · 
Madagaskar · 
Maleisië · 
Mali · 
Malta · 
Marokko · 
Mauritius · 
Mexico · 
Moldavië · 
Mongolië · 
Montenegro · 
Mozambique · 
Namibië · 
Nederland · 
Nepal · 
Nicaragua · 
Nieuw-Zeeland · 
Niger · 
Nigeria · 
Noord-Macedonië · 
Noorwegen · 
Oeganda · 
Oekraïne · 
Oezbekistan · 
Oman · 
Oostenrijk · 
Pakistan · 
Palestina · 
Panama · 
Papoea-Nieuw-Guinea · 
Peru · 
Polen · 
Portugal · 
Puerto Rico · 
Qatar · 
Roemenië · 
Russisch Paralympisch Comité ·
Rwanda · 
Saint Vincent en Grenadines · 
Samoa · 
Saoedi-Arabië · 
Sao Tomé en Principe · 
Senegal · 
Servië · 
Seychellen · 
Sierra Leone · 
Singapore · 
Slovenië · 
Slowakije · 
Somalië · 
Spanje · 
Sri Lanka · 
Syrië · 
Tadzjikistan · 
Tanzania · 
Thailand · 
Togo · 
Tonga · 
Trinidad en Tobago · 
Tsjechië · 
Tunesië · 
Turkije · 
Turkmenistan · 
Uruguay · 
Venezuela · 
Verenigde Arabische Emiraten · 
Verenigde Staten · 
Vietnam · 
Zimbabwe · 
Zuid-Afrika · 
Zuid-Korea · 
Zweden · 
Zwitserland
Paralympisch Vluchtelingen Team